# Juan Miguel Ferrer Grenesche
Juan Miguel Ferrer Grenesche (* 29. Mai 1961 in Madrid) ist ein spanischer Priester und Magistralkaplan des Malteserordens.

## Leben
Juan Miguel Ferrer Grenesche empfing 5. Oktober 1986 die Priesterweihe und wurde in das Erzbistum Toledo inkardiniert.
Papst Benedikt XVI. ernannte ihn am 4. Juli 2009 zum Untersekretär der Kongregation für den Gottesdienst und die Sakramentenordnung, was er bis zum 5. November 2014 blieb.